# 若天狼啓介
若天狼 啓介（わかてんろう けいすけ、1977年10月18日 - ）は、北海道根室市出身で間垣部屋に所属した元大相撲力士。本名は上河 啓介（かみかわ けいすけ）、愛称はケイスケ。身長184cm、体重170kg、血液型はAB型。得意手は突き、押し。趣味はウエイトトレーニング。最高位は西十両2枚目（2010年9月場所）。2011年4月に引退。

## 人物
根室市立光洋中学校を卒業後に間垣部屋に入門し、1993年3月場所に初土俵を踏んだ。序二段と三段目でかなり苦労したものの、幕下に昇進してからは着実に番付を上げて行き、2001年1月場所から5場所連続して5勝2敗の好成績を残し、同年11月場所に新十両への昇進を果たした。以後しばらくは十両と幕下の往復が続き、3度目の十両昇進を果たした2004年1月場所中に左膝内側側副靱帯断裂の重傷を負い途中休場し、翌3月場所に再び幕下に陥落した。
公傷制度が廃止されたため、翌5月場所は無理をして出場したものの負け越し、それ以降は3場所連続で休場し、2005年1月場所には西序二段110枚目まで陥落してしまった。これは十両経験者としては昭和以降、当時6位の番付陥落記録。この場所ではまだ体調が十分でなかったものの7戦全勝で優勝同点、以降3場所連続勝ち越して幕下まで番付を盛り返した。しばらくは幕下中位で一進一退を続けていたが、2007年1月場所では西幕下11枚目で5勝2敗と勝ち越したあたりから、再び幕下上位に顔を出すようになった。
2008年1月場所では東幕下3枚目まで番付を戻し、4勝2敗で迎えた千秋楽の7番相撲に勝てば十両復帰が濃厚となるところであったが、片山の立合い変化に敗れ4勝3敗となり、番付運も悪く十両復帰は見送られた。翌3月場所は西幕下2枚目に番付を上げたが3勝4敗と負け越し、またも十両復帰を逃した。しかし続く7月場所では西幕下3枚目で4勝3敗で勝ち越して、翌9月場所に28場所ぶりとなる十両への復帰を果たした。これは琴冠佑と並び、史上3位の再十両間隔記録である。また、序二段以下まで落ちた元十両力士の再十両昇進は、戦後では琴別府以来2例目のこととなった。その後は幕下へ陥落することなく、主に十両の中位から下位に定着していた。何度か幕内を狙える位置まで番付を上げたこともあるが、そうした場所では全て負け越してしまい、入幕は果たせなかった。
2011年の大相撲八百長問題では恵那司と竹縄親方とのEメールの内容に名前が挙がり、本人は否定したものの、特別調査委員会によって八百長に関与したと指摘され、4月1日の相撲協会臨時理事会の結果、引退勧告を受けた。4月5日に引退届けを提出、受理された。引退にあたり「まだ認めていない。とはいえ19年間お世話になった部分がある。辛いこともいっぱいあったが、いい土俵人生だった。終わり方に関しては全く納得していない」とのコメントを残した。その後は同年7月31日に東京都内のホテルで断髪式を行い、学生になったことが明らかになっている。
中学校卒業で角界入り、33歳で社会に出てからは「そのときは何をしたらいいのか戸惑った。まずは勉強し、高校卒業程度認定試験に合格した」と本人は話している。小学校時代の友人が福祉の仕事をしているのを見たとき、これなら自身の経験が生かせると思ったという。2012年7月にデイサービス施設の運営会社を設立、採用活動も行われた。
現在、株式会社シリウスの代表として墨田区内のデイサービス施設の運営に携わっており、2021年12月には、同じ墨田区内に2つめのデイサービス施設を設立している。また、お相撲さんプロモーションズを設立して元力士たちの引退後の支援（体の大きな人材、相撲のネット中継の解説者のキャスティングなど）を行っている。この目的のために、2018年11月8日に元須磨ノ富士・元若兎馬、元若ノ城らと一般社団法人力士セカンドキャリア推進協会を設立している。引退する力士の就職相談を行っているという。

## エピソード
- 1999年3月場所では、この場所幕下付出で初土俵を踏んだ琴光喜、高見盛（現東関）、濱錦（元春日山）の3人を相次いで破り、プロとしての意地を示したのだった。
- 引退後、浜亮太とは定期的に会っているという。
- 新弟子時代には稽古が終わると内出血で胸が真っ黒になり、頭に血の瘤ができて出血が目を覆う程であったと、引退から8年後に語っていた[11]。

## 主な成績
- 生涯成績：448勝406敗71休  勝率.525
- 十両成績：136勝170敗24休  勝率.444
- 現役在位：108場所
- 十両在位：22場所

### 場所別成績
| | 一月場所 初場所（東京） | 三月場所 春場所（大阪） | 五月場所 夏場所（東京） | 七月場所 名古屋場所（愛知） | 九月場所 秋場所（東京）   | 十一月場所 九州場所（福岡） |
| --- | ----------------------- | ----------------------- | ----------------------- | --------------------------- | ------------------------- | --------------------------- |
| 1993年 （平成5年） | x                       | （前相撲）              | 西序ノ口68枚目 6–1      | 東序二段135枚目 0–7         | 東序二段191枚目 4–3       | 東序二段153枚目 3–4         |
| 1994年 （平成6年） | 東序二段177枚目 5–2     | 西序二段124枚目 3–4     | 西序二段144枚目 5–2     | 東序二段96枚目 3–4          | 西序二段122枚目 2–5       | 東序二段154枚目 5–2         |
| 1995年 （平成7年） | 東序二段104枚目 3–4     | 西序二段129枚目 6–1     | 東序二段51枚目 0–2–5    | 東序二段108枚目 休場 0–0–7  | 東序二段108枚目 6–1       | 東序二段33枚目 5–2          |
| 1996年 （平成8年） | 西三段目88枚目 3–4      | 西序二段6枚目 5–2       | 東三段目70枚目 3–4      | 西三段目84枚目 4–3          | 西三段目65枚目 1–6        | 西三段目97枚目 5–2          |
| 1997年 （平成9年） | 東三段目65枚目 4–3      | 西三段目48枚目 1–6      | 西三段目82枚目 3–4      | 東三段目97枚目 2–5          | 西序二段33枚目 4–3        | 西序二段9枚目 7–0           |
| 1998年 （平成10年） | 東三段目25枚目 5–2      | 東幕下60枚目 2–5        | 西三段目20枚目 3–4      | 西三段目35枚目 6–1          | 東幕下55枚目 3–4          | 西三段目7枚目 5–2           |
| 1999年 （平成11年） | 東幕下45枚目 3–4        | 西幕下56枚目 4–3        | 東幕下47枚目 4–3        | 東幕下37枚目 4–3            | 東幕下28枚目 4–3          | 東幕下22枚目 2–5            |
| 2000年 （平成12年） | 東幕下37枚目 4–3        | 西幕下27枚目 3–4        | 東幕下38枚目 4–3        | 東幕下30枚目 5–2            | 西幕下17枚目 3–4          | 東幕下25枚目 3–4            |
| 2001年 （平成13年） | 西幕下33枚目 5–2        | 東幕下22枚目 5–2        | 西幕下14枚目 5–2        | 東幕下9枚目 5–2             | 西幕下3枚目 5–2           | 西十両11枚目 7–8            |
| 2002年 （平成14年） | 東十両12枚目 7–8        | 東十両12枚目 5–10       | 東幕下3枚目 3–4         | 西幕下6枚目 5–2             | 東幕下筆頭 4–3            | 東十両11枚目 8–7            |
| 2003年 （平成15年） | 東十両10枚目 6–9        | 西十両12枚目 0–2–13     | 東幕下13枚目 休場 0–0–7 | 東幕下13枚目 4–3            | 東幕下9枚目 5–2           | 東幕下3枚目 5–2             |
| 2004年 （平成16年） | 西十両8枚目 0–4–11      | 西幕下8枚目 休場 0–0–7  | 西幕下48枚目 1–6        | 西三段目20枚目 休場 0–0–7   | 西三段目80枚目 休場 0–0–7 | 西序二段40枚目 休場 0–0–7   |
| 2005年 （平成17年） | 西序二段110枚目 7–0     | 西三段目95枚目 6–1      | 西三段目36枚目 6–1      | 東幕下52枚目 4–3            | 西幕下43枚目 4–3          | 西幕下37枚目 4–3            |
| 2006年 （平成18年） | 東幕下28枚目 4–3        | 東幕下22枚目 2–5        | 東幕下36枚目 6–1        | 西幕下15枚目 3–4            | 東幕下21枚目 4–3          | 東幕下14枚目 4–3            |
| 2007年 （平成19年） | 西幕下11枚目 5–2        | 西幕下6枚目 4–3         | 東幕下4枚目 3–4         | 東幕下8枚目 4–3             | 東幕下7枚目 3–4           | 東幕下12枚目 6–1            |
| 2008年 （平成20年） | 東幕下3枚目 4–3         | 西幕下2枚目 3–4         | 東幕下6枚目 5–2         | 西幕下3枚目 4–3             | 西十両14枚目 8–7          | 西十両5枚目 5–10            |
| 2009年 （平成21年） | 東十両9枚目 6–9         | 東十両13枚目 9–6        | 西十両9枚目 7–8         | 東十両11枚目 8–7            | 西十両8枚目 7–8           | 東十両9枚目 8–7             |
| 2010年 （平成22年） | 西十両5枚目 5–10        | 東十両10枚目 7–8        | 東十両11枚目 6–9        | 西十両13枚目 9–6            | 西十両2枚目 7–8           | 西十両3枚目 6–9             |
| 2011年 （平成23年） | 西十両6枚目 5–10        | 八百長問題 により中止   | 東十両10枚目 引退 –     | x                           | x                         | x                           |
| 各欄の数字は、「勝ち-負け-休場」を示す。 優勝 引退 休場 十両 幕下 三賞：敢=敢闘賞、殊=殊勲賞、技=技能賞 その他：★=金星 番付階級：幕内 - 十両 - 幕下 - 三段目 - 序二段 - 序ノ口 幕内序列：横綱 - 大関 - 関脇 - 小結 - 前頭（「#数字」は各位内の序列） |                         |                         |                         |                             |                           |                             |

## 改名歴
- 上河 啓介（かみかわ けいすけ）1993年3月場所 - 1995年9月場所
- 若天狼 啓介（わかてんろう - ）1995年11月場所 - 2011年5月技量審査場所

※若天狼の四股名は、シリウス星の中国語である「天狼星」に由来し、相撲界の一番星を目指してほしいとの願いから命名された。